# Latvijas Pasts
VAS Latvijas Pasts («Пошта Латвії») — національний оператор поштового зв'язку Латвії, що функціонує з 1992 року.

## Історія
Заснована 2 січня 1992 після здобуття незалежності Латвії, вона прийняла на себе обов'язки з пересилання поштових відправлень від своїх попередників, які почали доставляти пошту в 1632 році. В результаті вжитих політичних заходів щодо лібералізації в 2004 році була перетворена в відкриту акціонерну компанію.
У 2014 році Latvijas Pasts взяла участь у переході з латів на євро, шляхом надання послуг обміну валют за офіційним курсом 1,00 латів за 1,42 євро за 3 місяці в 302 поштових відділеннях, де це було визнано необхідним через проблеми з наявністю місцевих банківських послуг.